# Župnija Sv. Jedert nad Laškim
Sv. Jedert nad Laškim je rimskokatoliška teritorialna župnija dekanije Laško škofije Celje.
Do 7. aprila 2006, ko je bila ustanovljena škofija Celje, je bila župnija del savskega naddekanata škofije Maribor.

## Sakralni objekti
| #  | Slika                     | Cerkev                                       | Naselje        |
| -- | ------------------------- | -------------------------------------------- | -------------- |
| 1. | Klikni za spremembo slike | Cerkev sv. Jedrti (župnijska cerkev)         | Sedraž         |
| 2. | Klikni za spremembo slike | Cerkev bl. Antona Martina Slomška podružnica | Zgornja Rečica |